# Students on Ice
Students on Ice är en kanadensisk stiftelse som grundades 1999 av Geoff Green, och som genomför årliga expeditioner för unga människor till polarområden. På expeditionerna, som är skeppsburna, finns ett hundratal internationella gymnasieelever och studenter, samt lärare, forskare och konstnärer. Vanligen går den arktiska expeditionen till Kanadas östra arktiska områden och Grönlands västkust, medan den antarktiska expeditionen går från Sydamerika till Antarktiska halvön och Antarktiska oceanen. Gymnasieelever och studenter från hela världen kan ansöka om att få delta på expeditionerna, och antas på akademiska meriter, ledarskapspotential, samhällsengagemang, intresse för polarområdena, samt viljan att göra skillnad. 
Organisationen har sitt säte i Gatineau i Québec.